# José Van Tuyne
José Van Tuyne (Rosário, 13 de dezembro de 1954) é um ex-futebolista argentino que atuava como zagueiro.[carece de fontes?] Ele fez parte da Seleção Argentina que competiu na Copa América de 1979 e na Copa do Mundo FIFA de 1982.